# Hinter Klostermauern (1928)
Hinter Klostermauern ist ein deutsches Stummfilmmelodram aus dem Jahre 1928 von Franz Seitz senior nach dem Bühnenstück Die Brüder von St. Bernhard von Anton Ohorn. Dene Morel, der hier zum letzten Mal vor einer Filmkamera stand, sowie Betty Bird, Anita Dorris und Franz Loskarn spielen vier junge Leute in religiösen Gewissensnöten.

## Handlung
Der junge Paulus soll auf Wunsch seiner sehr gottgläubigen Eltern einen entsprechenden Lebensweg einschlagen und nach deren Willen ein Klosterbruder werden. Da er die Förstertochter Käthe über alles liebt, entscheidet er sich nach reiflicher Überlegung dazu, dem elterlichen Wunsch zu widersprechen. Seine Schwester Grete steht vor demselben Problem, auch sie soll nach dem Willen der Eltern unbedingt eine Braut Jesu werden. Grete aber hat sehr irdische Gelüste, da sie den Tischlergesellen Franz liebt. Doch all ihr Sträuben bleibt ungehört, die Eltern beharren darauf, dass Grete eine Nonne wird. 
Als sie an ihrer erzwungenen Lebensentscheidung zu zerbrechen droht, greift Paulus ein: Er verspricht, den Lebensweg eines Klosterbruders einzuschlagen, wenn man dafür Grete verschont und ihrem Glück mit Franz nicht im Wege steht. Paulus bereitet sich gerade auf den Einzug ins Kloster vor, da stürzt sich Grete aus Verzweiflung in selbstmörderischer Absicht in den nahen Waldsee, um wiederum dem Bruder den Weg hinter Klostermauern zu ersparen. Grete wird halb tot aus dem Wasser gefischt und ins Kloster verbracht, wo man sie wieder aufpäppelt. Und nun sind es die Klosterbrüder, die, als sie vom Leidensweg der Geschwister erfahren, diesen raten, ihren eigenen Weg zu gehen, anstatt es den Eltern immer nur recht zu machen.

## Produktionsnotizen
Hinter Klostermauern entstand in den Filmstudios von München-Geiselgasteig, passierte die Filmzensur am 25. Oktober 1928 und wurde am 10. Dezember desselben Jahres in Berlins Marmorhaus uraufgeführt. Die Länge des Sechsakters betrug 2225 Meter.
Ludwig Reiber entwarf die Filmbauten.

## Kritik
Die Salzburger Chronik befand: „Der Gedanke, daß die innerliche Berufung nur die richtige Entscheidung bringen kann, ist spannend und interessant ausgefühlt, so daß die Handlung den Zuseher für ihn gefangen nimmt, umsomehr als auch die Klosterbrüder ihm beistimmen. Gespielt wird großartig, natürlich und überzeugend, besonders Deine [sic!] Morel … reißt durch seine Darstellung das Publikum hin, von Bettay [sic!] Bird glänzend unterstützt. Auch das zweite Paar Anita Dorris und Franz Loskarn zeigen eine prachtvolle Leistung.“.